# غرفه جی پریتزکر
غرفه جی پریتزکر (انگلیسی: Jay Pritzker Pavilion) پوسته‌ای آکوستیک در پارک میلنیوم در شیکاگو لوپ شهر شیکاگوی آمریکا است. این غرفه به افتخار جی آرتور پریتزکر نامگذاری شده‌است که خانواده‌اش مالک شرکت هتل‌های هایت است. طراح اثر فرانک گری است. غرفه در ۱۶ ژوئیهٔ ۲۰۰۴ افتتاح شد. این اثر شاخص‌ترین مکان پارک میلینیوم است و میزبان تنها فستیوال قضای آزاد موسیقی کلاسیک در آمریکا است. غرفه پریتزکر همچنین میزبان رویدادهای هنرهای نمایشی متفاوت است و هر روزه میزبان فعالیت‌های آمادگی جسمانی از حمله یوگا است.
دسترسی عموم به این غرفهٔ ۱۱۰۰۰ نفری در طول روز آزاد و رایگان است. دسترس‌پذیری این غرفه مورد تشویق منتقدان قرار گرفته‌است، به گونه‌ای که در جایزهٔ دسترس‌پذیری سال ۲۰۰۵ این اثر یکی از دسترس‌پذیرترین مکان‌های برای معلولان در جهان توصیف شد.